# Roca Vecchia
Roca Vecchia o Rocavecchia è una località costiera del Salento, marina di Melendugno, in provincia di Lecce. Si affaccia sul Mare Adriatico ed è posta tra San Foca e Torre dell'Orso.
Sede di importanti scavi archeologici, è un centro turistico di rilievo durante il periodo estivo. Si segnalano la torre di avvistamento cinquecentesca, le rovine del castello a picco sul mare, il santuario della Madonna di Roca del XVII sec. e le due grotte Posia (dal greco, "sorgente d'acqua dolce"), meglio note come grotte della Poesia. Queste ultime, in particolare, distanti circa 60 metri l'una dall'altra, sono delle grotte carsiche cui sono crollati i tetti; l'acqua del mare giunge in ciascuna di esse attraverso un canale percorribile a nuoto o con una piccola imbarcazione. La più grande delle due ha una pianta approssimativamente ellittica con assi di circa 30 e 18 metri e dista dal mare aperto una trentina di metri. La Poesia Piccola, invece, ha assi di circa 15 e 9 metri ed è separata dal mare aperto da una settantina di metri in linea d'aria. La sua notevole importanza in ambito archeologico è legata al rinvenimento nel 1983, grazie all'archeologo Cosimo Pagliara, di iscrizioni messapiche (ma anche latine e greche) sulle sue pareti, da cui è stato possibile stabilire che la grotta fosse anticamente luogo di culto del dio Taotor (o anche Tator, Teotor, o Tootor).
A nord dell'area archeologica sorge il centro attualmente abitato (22 residenti nel 2001), noto anche come Roca li Posti, frequentato in estate da vacanzieri.
Lungo la strada che collega Torre dell'Orso a Melendugno sorge il vecchio villaggio disabitato, con una masseria fortificata attualmente in restauro, di Roca Nuova. Tale borgo sorse intorno al 1480, quando la popolazione di Roca Vecchia fu messa in fuga dalle incursioni turche.

## Storia
(Virgilio - Eneide, libro III. Traduzione di Annibal Caro)
Gli scavi effettuati a Roca hanno evidenziato un imponente sistema di fortificazioni risalente all'età del bronzo (XV-XI secolo a.C.), oltre a numerosi reperti che per affinità ricordano modelli minoici ed egei. Si ritiene che, in un periodo databile intorno al XV secolo a.C., il sito sia stato assediato e incendiato. Anche le successive mura, ricostruite nell'XI secolo a.C., presentano tracce di incendio. Di questo luogo misterioso, che come la mitica Troia fu più volte distrutto e più volte ricostruito si ignora chi fossero i popoli fondatori e perfino se queste fortificazioni servissero a difendere una città oppure - come appare più probabile - un importante luogo di culto. Il sito fu comunque frequentato per tutta l'età del ferro, mentre decisamente più cospicue sono le tracce relative all'età messapica (IV-III secolo a.C.): una cinta muraria (che tuttavia non fu completata), un monumento funerario, diverse tombe e delle fornaci. Il nome della città messapica (o per meglio dire la sua latinizzazione) si pensa fosse Thuria Sallentina.

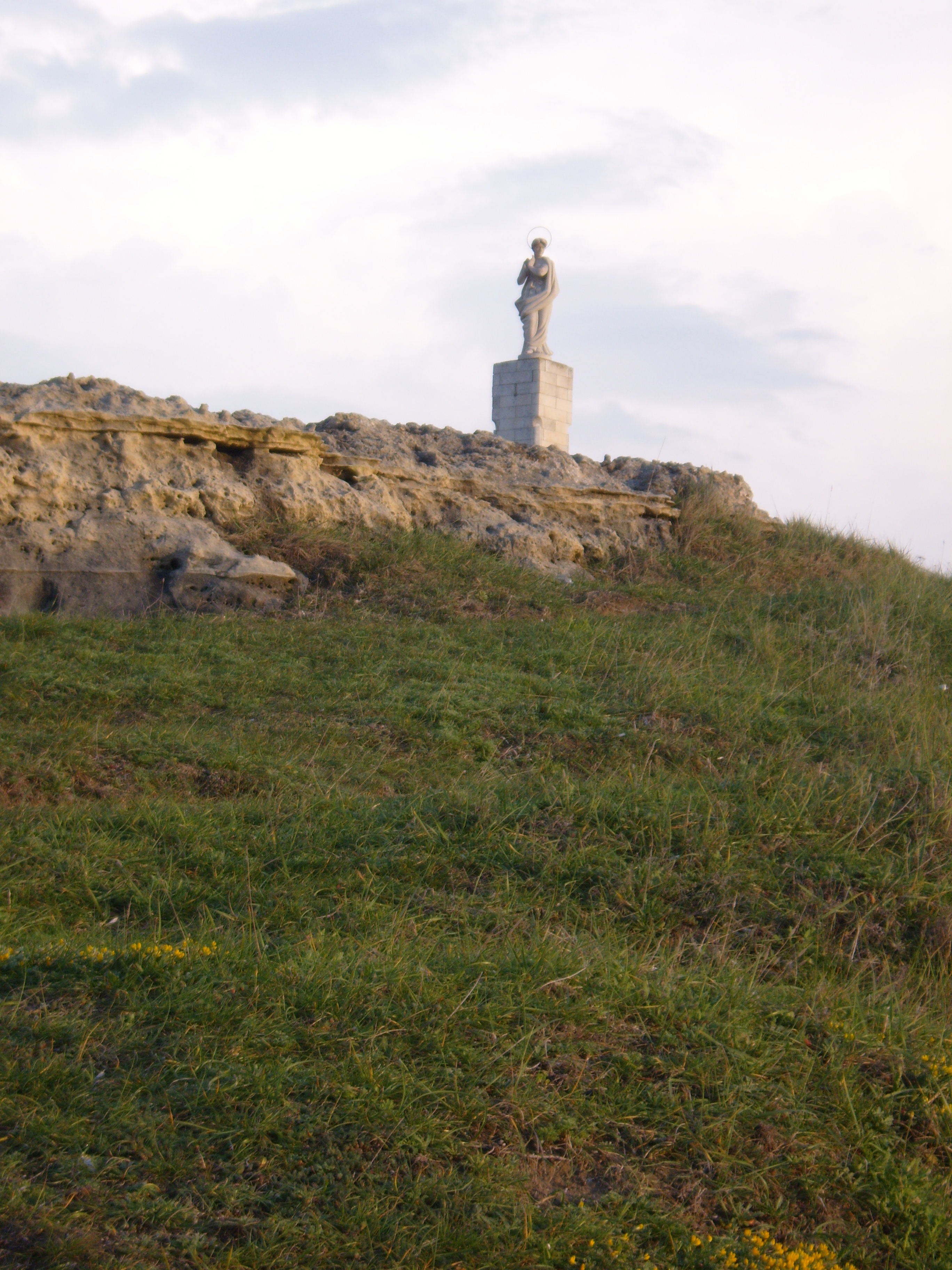
La colonna di Santa Maria di Roca

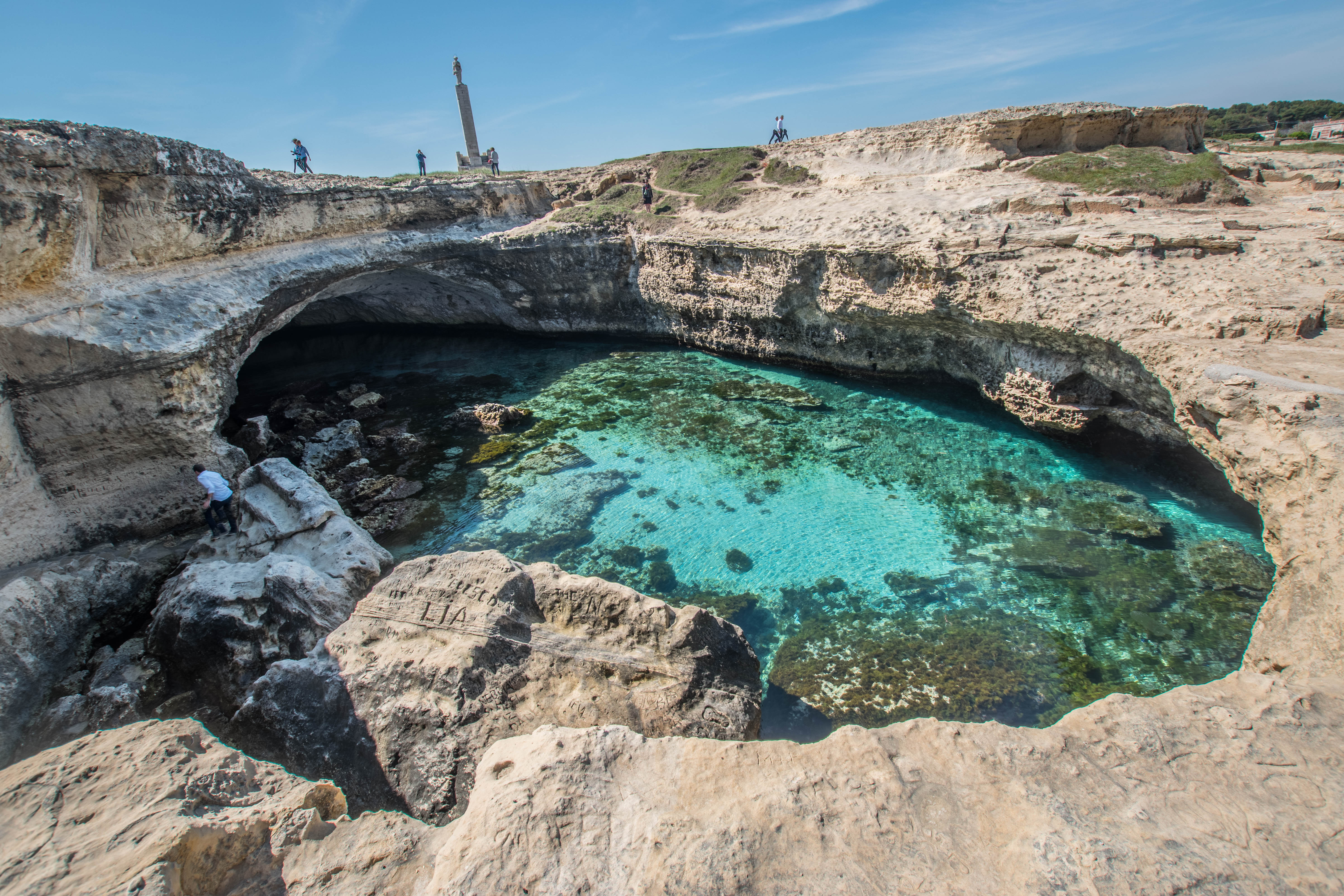
La "Grotta della Poesia"

Il sito fu successivamente abbandonato (non sono state rinvenute tracce del periodo romano), mentre fu frequentato nell'alto medioevo da anacoreti, provenienti perlopiù dall'Impero Romano d'Oriente, che col tempo costituirono una comunità, abitando in una serie di grotte scavate nel calcare. Agli inizi del XIV secolo, Gualtieri di Brienne, conte di Lecce, ricostruì Roca facendone una città fortificata, ma nel 1480 la sua popolazione venne messa in fuga dalle incursioni turche. In quell'anno infatti il sultano Maometto II, dopo aver conquistato Costantinopoli (1453) e sottomesso tutta la Penisola Balcanica, inviò una spedizione che sbarcò sulla costa orientale del Salento. Roca Vecchia fu saccheggiata e usata dai Turchi come base operativa per sferrare attacchi alla città di Otranto e ad altri centri salentini. È in questo contesto che si colloca la figura, ricorrente nei racconti dei casali di discendenza Rocana, Calimera, Melendugno, Borgagne e Vernole, della mitica Donna Isabella sventurata, identificata forse come Maria d'Enghien, castellana di Roca che perse il feudo, insieme al marito ed al figlio morti in battaglia. La città, liberata nel 1481, divenne successivamente covo di pirati, tanto che nel 1544 Ferrante Loffredo, governatore della provincia di Terra d'Otranto, dette l'ordine di raderla al suolo.

## Cronologia storica

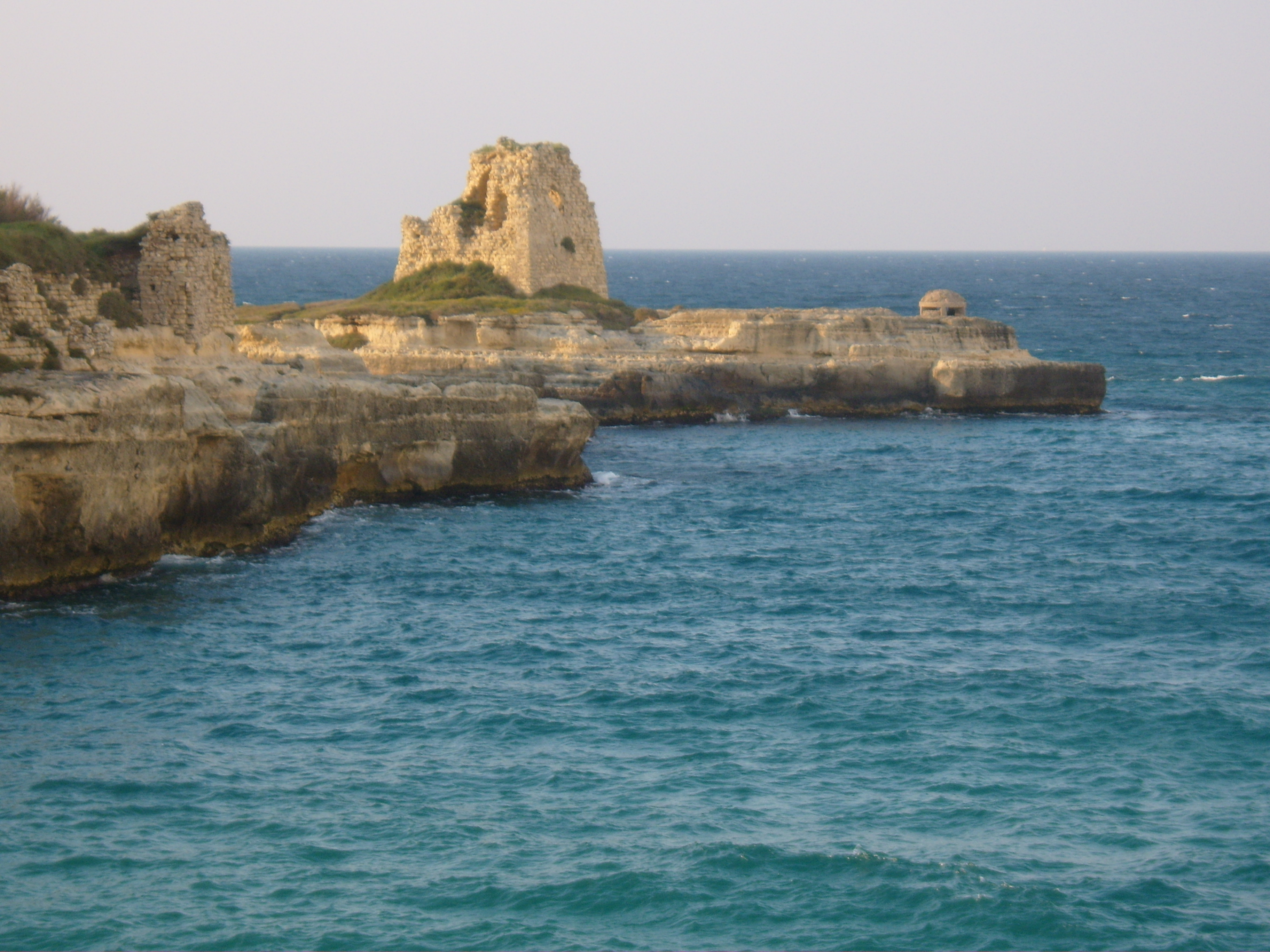
La torre cinquecentesca di Roca Vecchia

- 213-209 a.C.: Annibale si impossessa della messapica Roca (chiamata allora Thuria) e del Salento, nella guerra tra Cartaginesi e Romani, quando deve prendere la città di Taranto.
- 209 a.C.: Il territorio di Roca e del Salento torna in possesso dei Romani.
- Roca sede vescovile (III-IX secolo d.C.): I successori di San Pietro benedicono Roca come sede vescovile. Da Roca passa nel IV
secolo anche il santo vescovo di Remesiana Niceta.
- 544: L'imperatore bizantino Giustiniano dona Roca e Gallipoli alla Chiesa di Roma.
- VII-XV secolo: Roca è sede fissa dei monaci greco-bizantini tanto che tra i secoli XI-XIV viene chiamata Basilea, prima, e Croce dopo.
- IX-X secolo: Roca viene distrutta intorno all'860 dai Mori-Saraceni, i quali distruggono anche la sede vescovile roccana. Nel 924, Roca viene assalita nuovamente dai Saraceni che la radono al suolo; vi sono però i Monaci Basiliani che risollevano per quello che possono le sorti della città di Roca.
- XIV secolo (1350-1353): Roca viene riedificata dal Conte di Lecce, duca d'Atene e signore di Firenze Gualtieri VI di Brienne.
- 1459: All'interno di Roca sono presenti 13 famiglie ebree; un documento attesta che la città di Roca è numerata, nel 1459, per 93 fuochi(famiglie) complessivi ma di questi solo 85 erano fuochi locali.
- 1480/81: Roca viene attaccata dai Turchi e messa a soqquadro.
- 1544: Roca viene definitivamente rasa al suolo dal governatore spagnolo Ferrante Loffredo per ordine e con l'autorità di Carlo V.
- 1589: Viene costruita una nuova Roca distante non più di 3–4 km dalla vecchia Roca che prende il nome di Roca Nuova.
- 1646: Roca Nuova raggiunge i 60 abitanti.
- 1699: Roca Nuova raggiunge i 95 abitanti.
- 1720: Roca Nuova raggiunge i 130 abitanti.
- 1805: Il territorio di pertinenza della parrocchia di Roca Nuova raggiunge le 150 famiglie, il grosso delle quali risiede nelle numerose masserie dei dintorni.
- Primi decenni del XIX secolo: Inizia lo spopolamento dell'area di Roca Nuova, mentre va crescendo il centro abitato sorto intorno alla cappella di San Foca.
- 1834: Il governo borbonico esenta i comuni con meno di 500 abitanti dall'obbligo della leva. L'afflusso di famiglie che si trasferirono in Roca Vecchia allo scopo di non compiere il servizio militare frena lo spopolamento dell'area.
- 1861: Il regno delle Due Sicilie è annesso all'Italia. Cade la legge del 1834. Le famiglie trasferitesi nel centro a scopo di non prestare servizio militare si trasferiscono in Melendugno. La popolazione di Roca Nuova diminuisce inesorabilmente, insieme a quella delle masserie falciata dalla malaria.
- 1879: Nel territorio di Roca Nuova rimangono solo 2 famiglie. Le case risultano in gran parte diroccate e il parroco smette di recarsi nella parrocchia se non per rarissime occasioni.

- 1925: La parrocchia è trasferita nella chiesa di San Foca, dove il centro abitato è composto da diverse centinaia di abitanti. Roca Nuova viene definitivamente abbandonata. In una data che non ci è dato sapere dirocca l'ultimo piano della grande torre che costituiva la santabarbara del casale.

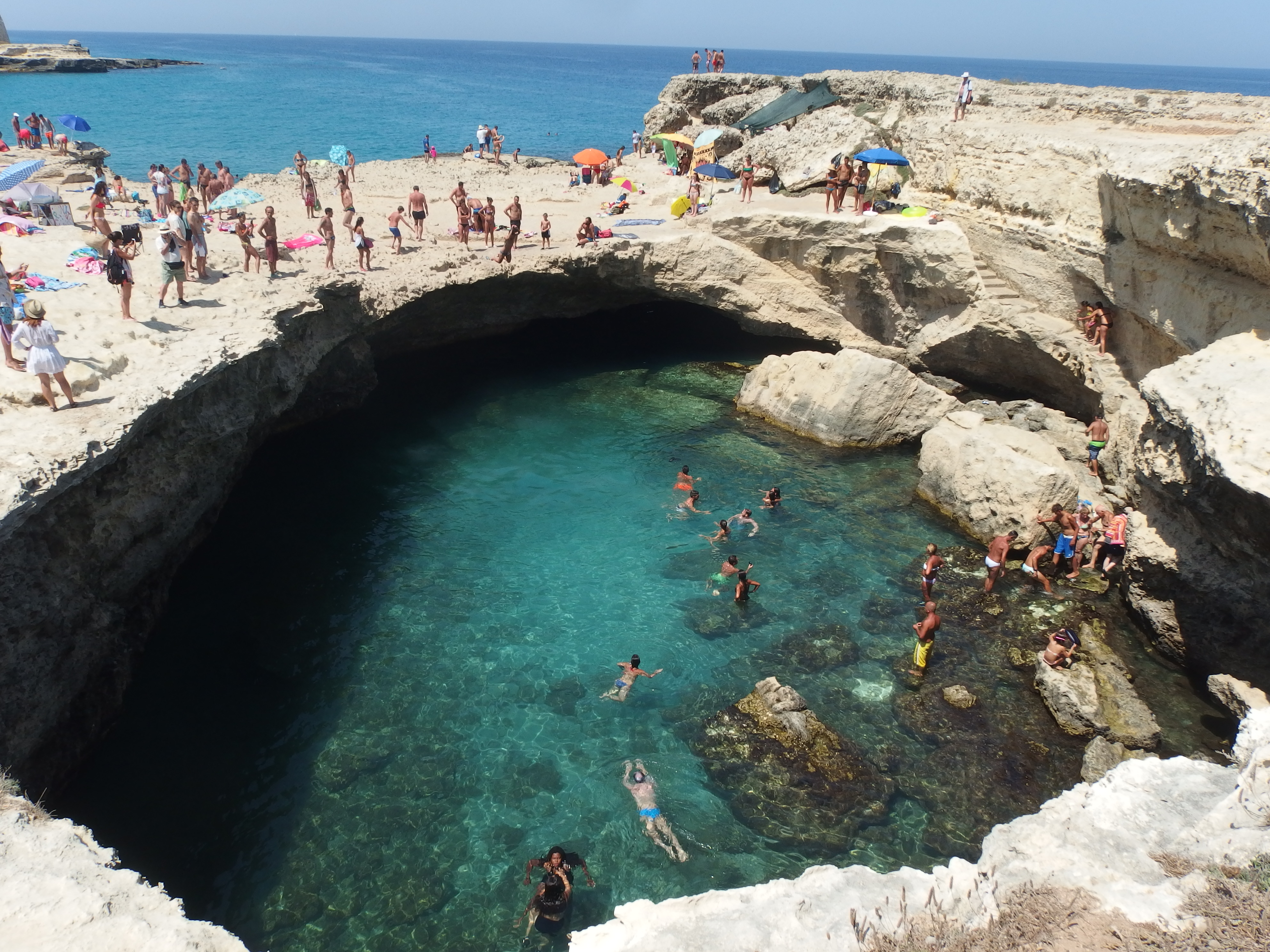
Grotta della Poesia
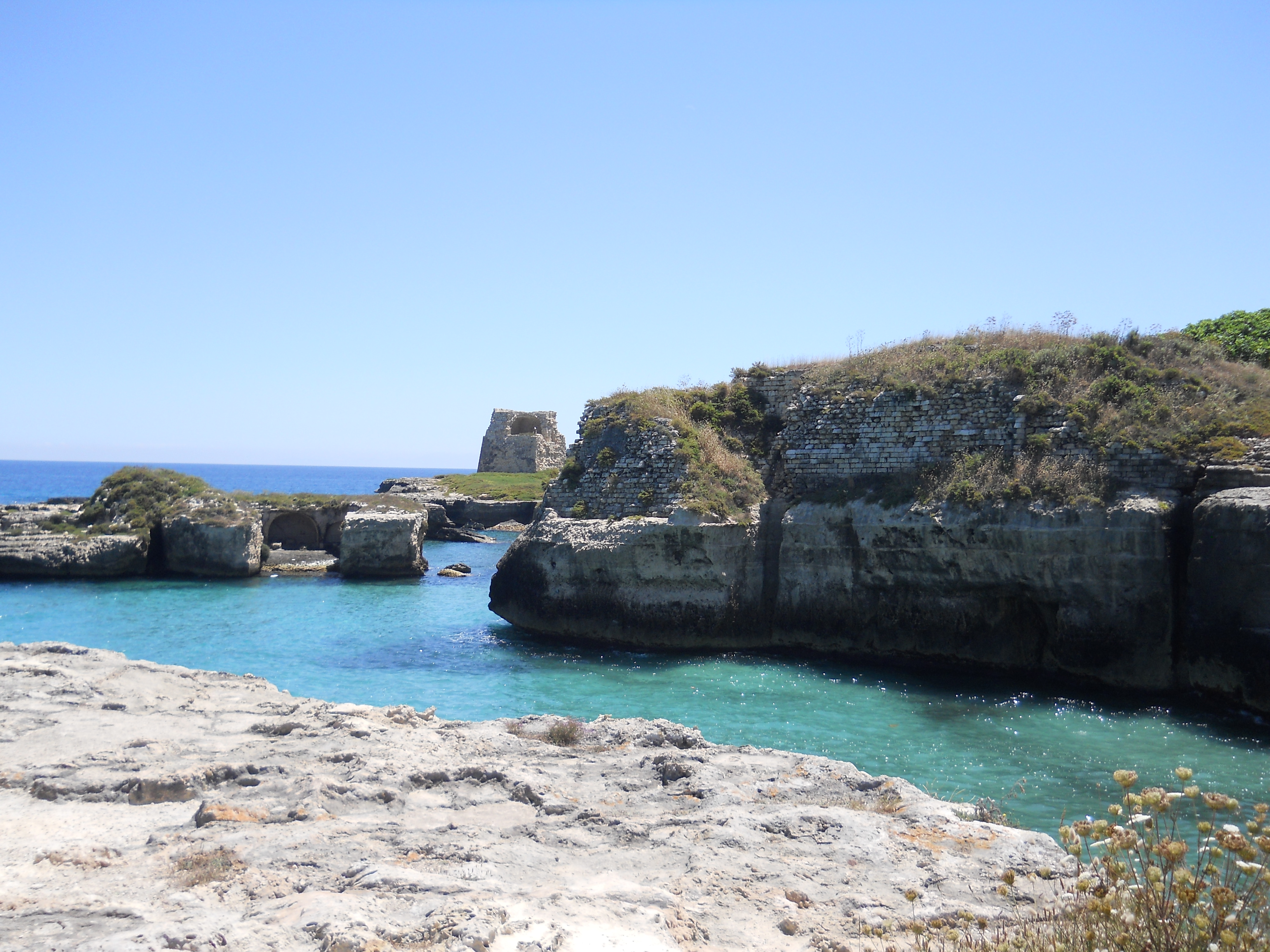
Mura Messapiche
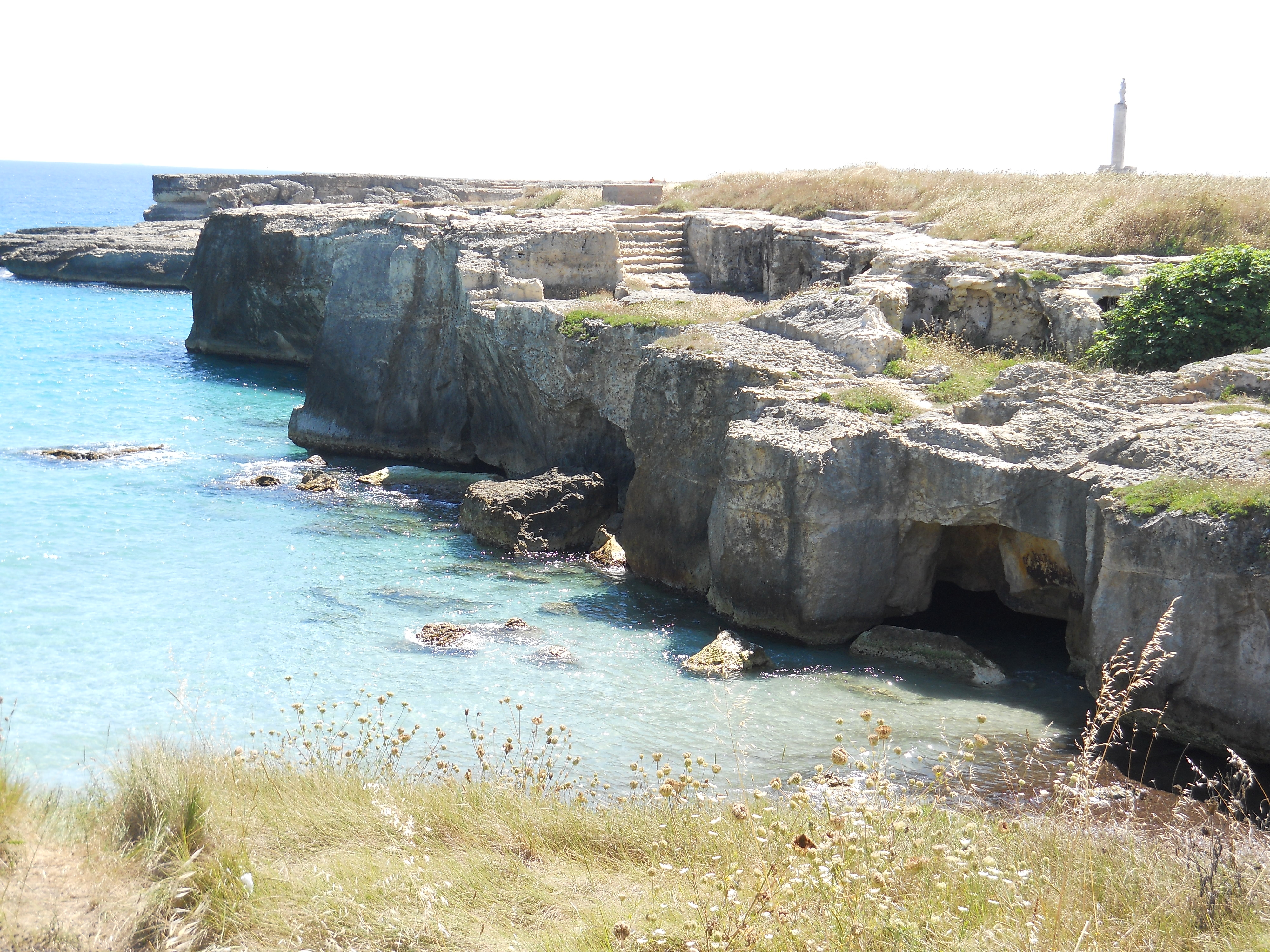
Grotte Basiliane (VIII sec)
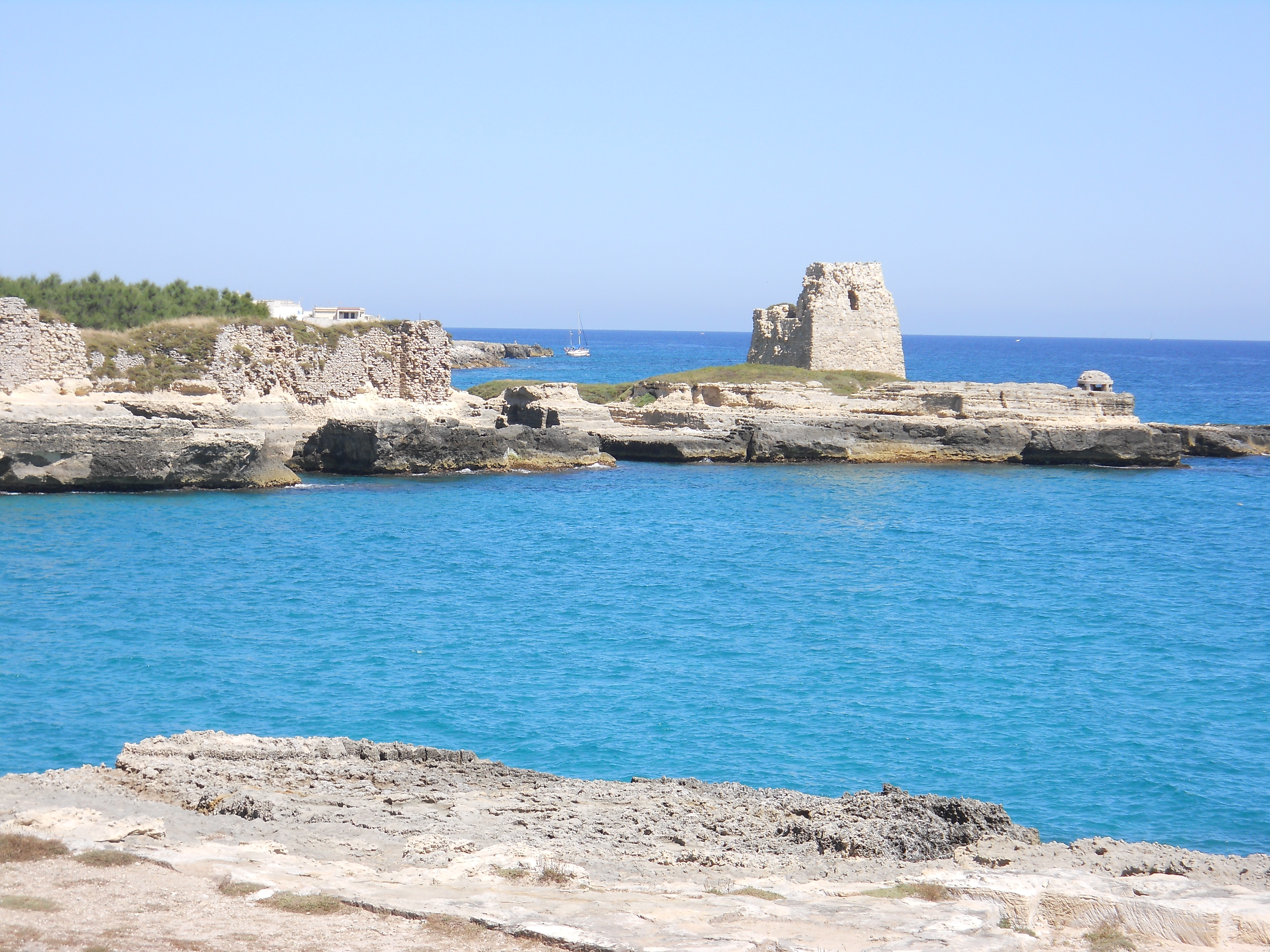
Torre

## Monumenti e luoghi d'interesse

### Santuario di Maria Santissima delle Grazie o cripta di Roca Vecchia
Di origini sconosciute, venne costruita sul sito di un antico ipogeo rupestre o un'antica grotta bizantina. La struttura, seminterrata, si presenta a 3 navate, ciascuna con tre colonne, i cui capitelli sono di ordine composito-corinzio; tutte le colonne sono monolitiche prese da un edificio romano. Sotto di essa vi è una grotta di origine carsica; gran parte di essa è ingombrata da macerie provenienti dal crollo dell'abside dove vi doveva essere, oltre all'icona, una grande statua della Madonna in oro zecchino. Il santuario presenta un unico altare interamente di pietra leccese, in cui è incastonata l'effigie della Madonna che la leggenda vuole essere stata ritrovata da un giovane pastorello rocano che andava cercando un agnellino disperso. Ai lati dell'altare sono presenti due busti dedicati uno a Sant'Agata e uno a Sant'Apollonia. In passato esisteva un altro altare dedicato ai Santi Brizio (Patrono di Calimera) e Antonio (Patrono di Borgagne), scomparso dopo la prima guerra mondiale. Quest'altare esisteva ancora in data 27 luglio 1911 quando fu visitato dal vescovo Gennaro Trama. Nella relazione è detto che la cappella fu eretta nel 1690, in accordo con la trasformazione da cripta, quale era ancora definita nel 1656, a cappella costruita da poco. L'altare che nel 1830 era dedicato ai Santi Brizio e Antonio, nel 1911 era senza quadro, ma vi erano ancora 4 candelieri di legno e una croce con crocifisso in cattivo stato; tutto ciò però non giustifica la demolizione avvenuta in tempi sconosciuti.

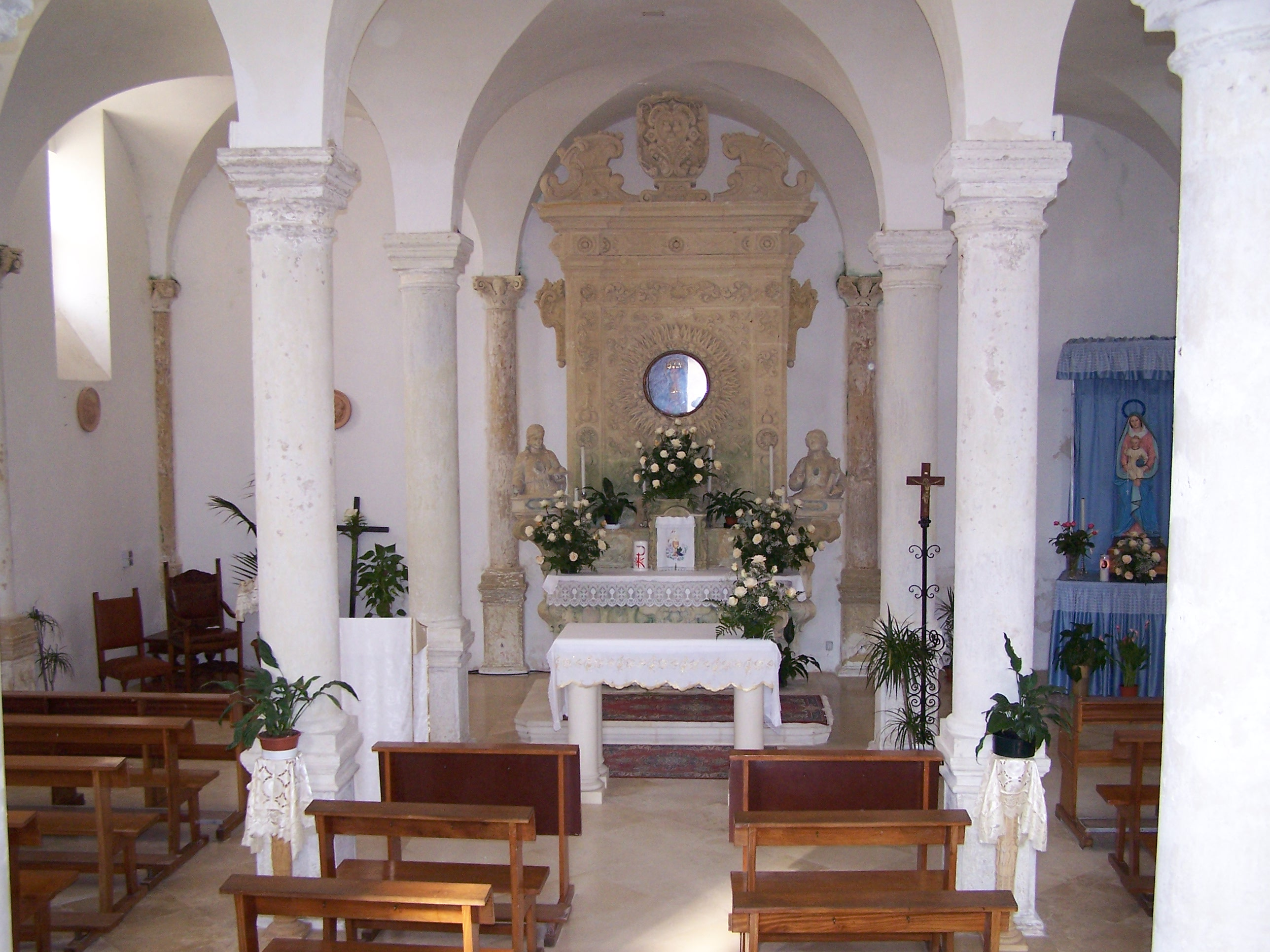
Interno del santuario. Al lato la statua della Madonna conservata nel santuario

Da molto tempo il santuario è meta di pellegrinaggi; la prima volta in cui si parla di pellegrinaggi diretti a questo santuario e il 1656, nella visita pastorale fatta da Mons. Pappacoda il 30 maggio dello stesso anno. Il 10 novembre 1695, mons. Michele Pignatelli visita la cappella della Vergine della Misericordia di Roca. Dalla sua visita pastorale si legge: "Cappella Beatissimae Virginis de misericordia in Roca veteri. Constructa de recenti ex elemosynis Fidelium, sita atque descripta in sua membra in praeteritis Visitationibus. Nullam habet dotem, nullumque onus. Celebratur tamen ibi multoties in anno ex devotione fidelium concurrentium; et festum Beatae Virginis celebratur in prima feria quinta post festum Paschatis Resurrections. Mensa lapidea in suo Altariolo est competenter ornata." Qui si fa riferimento non più ad una cripta, ma ad una cappella costruita grazie alla generosità dei fedeli. Il santuario è senza dote e senza oneri, ma nel piccolo altare c'è la mensa di pietra su cui il sacerdote può celebrare messa, nel Primo giovedì dopo Pasqua e in molti altri giorni dell'anno. Con le visite reali si salta al 10 settembre 1822, quando il vescovo Nicola Caputo visitò personalmente il piccolo paese di Roca della sua diocesi.

Qui trovò un solo sacerdote (tempo in cui vi era un sacerdote ogni cento-duecento abitanti) che faceva da economo curato. Portatosi nella chiesa con quella poca gente vi era il fonte battesimale ben tenuta, come pure l'Olio degli Infermi; dalla parte del vangelo vi è l'altare dedicato alla Vergine di Roca. In un'altra visita pastorale svolta dallo stesso vescovo il 24 settembre 1830 si descrive questa cappella: 
Alla Vergine della Misericordia di Roca ricorrono dei festeggiamenti nei paesi in cui si rifugiarono gli abitanti di Roca durante l'invasione dei turchi; I festeggiamenti sono:
- ultimo sabato di aprile per Vernole
- primo sabato di maggio per Calimera, da cui fino agli anni 60 del XX secolo partivano pellegrinaggi anche nel giorno di San Giuseppe. 
- secondo sabato di maggio per Melendugno
- terzo sabato di maggio per Borgagne

### Torre di Guardia
Si racconta che nel XIV secolo, il conte Gualtiero di Brienne decise di edificare in questo luogo una cittadella fortificata, attratto dalla felicità della sua posizione geografica, e la chiamò Roche, da cui Roca, a cui apparteneva anche la Torre di Maradico, altro nome della Torre Roca Vecchia, così chiamata a causa delle paludi che ancora oggi la circondano, rendendola una zona poco salubre.
Costruita nel 1568 dal maestro Tommaso Garrapa, quando la città medievale era già in rovina, è a base quadrata e a forma troncopiramidale, tipica del periodo del vicereame spagnolo. Comunica a nord con Torre San Foca e a sud con Torre dell'Orso e nel 1576 Antonio Tamiano, procuratore dell'Università di Roca, la munì di un moschetto da una libbra, ricevuto dal sindaco di Lecce.
La torre (40°17′18″N 18°25′40″E), al momento, si presenta in pessime condizioni di conservazione. L'unica stanza della torre manca di due muri e di parte del tetto, mentre il materiale calcareo che la costituisce è pesantemente deteriorato.

## Approdi alla baia di Torre dell'Orso
La scoperta di iscrizioni all'interno della Grotta della Poesia risale al 1983, ad opera del professor Cosimo Pagliara, archeologo ordinario dell'Università di Lecce (successivamente denominata Università del Salento). Gli studi condotti dall'Università del Salento, tesi a decifrare e interpretare le iscrizioni ritrovate nelle grotte salentine della Posia e di san Cristoforo, oltre agli studi condotti dall'Università di Foggia lungo il litorale del promontorio del Karaburun in Albania, hanno accertato che in passato esisteva un intenso traffico tra la baia di Torre dell'Orso, subito a sud di Roca, e alcuni approdi albanesi, come la baia dal significativo nome di Valle dell'Orso (40°18′53.46″N 19°22′43.97″E) o la più meridionale baia di Grama (40°12′53.46″N 19°28′20″E), sede anch'essa di un antico santuario marittimo sulle cui pareti rocciose si conservano centinaia di iscrizioni. Sono questi i percorsi più brevi (circa 80 km) che i naviganti possono compiere per passare da una sponda all'altra.
Dimostrata l'esistenza di quest'approdo, appare dunque naturale che Virgilio avesse in mente questi luoghi (e non Porto Badisco o Santa Maria di Leuca, come ritenuto dai successivi commentatori) quando descrisse lo sbarco nel Salento di Enea, partito dai monti Acrocerauni in Albania, onde a le spiagge si fa d'Italia il più breve tragitto.